# Blizusončev komet
Blizusončev komet je komet, ki ima prisončje (perihelij) zelo blizu Sonca.
Zaradi tega se komet na svoji poti močno približa Soncu (včasih tudi na nekaj tisoč kilometrov nad površino Sonca). Manjši kometi ne preživijo niti ene takšne bližine Sonca, večji pa lahko preživijo tudi po nekaj prehodov prisončja. Močno izhlapevanje in plimska sila povzročita, da komet razpade na manjše dele.

## Kreutzovi blizusončevi kometi
Najbolj znani blizusončevi kometi so Kreutzova družina kometov. Veliko blizusončevih kometov so opazovali s pomočjo vesoljskega observatorija SOHO (Solar and Heliospheric Observatorij). Večina opazovanih kometov pripada Kreutzovi družini kometov. Vsi kometi iz te družine izhajajo iz enega velikega kometa, ki je razpadel na manjše med potovanjem po notranjem delu Osončja .
Verjetno je izredno svetel komet, ki sta ga opazovala že Aristotel in Efor v letu 371 pr.n. št. bil starševski komet Kreutzove družine kometov. 
Veliki kometi iz let 1843 in 1882 ter Komet Ikeya-Seki iz leta 1965 so verjetno tudi ostanki prvotnega kometa. Vsak od teh je bil tako svetel, da se ga je lahko videlo tudi podnevi blizu Sonca. Po pričetku delovanja vesoljskega observatorija SOHO so odkrili še na stotine majhnih Kreutzovih blizusončevih kometov, ki pa so pozneje skoraj vsi padli na Sonce ali pa so izginili med prehodom prisončja. Družina Kreutzovih kometov je mnogo večja kot so prvotno mislili. Verjetno bo v prihodnosti neki drugi veliki član te družine kometov letel skozi notranji del Osončja in tako omogočil opazovanje nenavadnega kometa.

## Ostali blizusončevi kometi
Okoli 83% vseh blizusončevih kometov,  ki so jih opazovali z vesoljskim observatorijem SOHO, spada v skupino Kreutzovih kometov .
Ostalih 17% je občasnih blizusončevih kometov, ki jih lahko razdelimo na štiri skupine, ki jih imenujemo Kracht, Kracht 2a, Marsden in Meyer. Marsden in Kracht skupini sta povezani s kometom 96P/Machholtz, ki povzroča dva meteorska roja Kvadrantide in Arietide .
Raziskave so pokazale, da je za komete z velikim naklonom tirnice in oddaljenostjo prisončja manj kot 2 a.e. skupni težnostni vpliv takšen, da zmanjšuje oddaljenost prisončja na zelo majhne vrednosti. Tako neka raziskava kaže, da ima Komet Hale-Bopp 15% verjetnost, da bo v prihodnosti postal blizusončev komet.

## Zunaje povezave
- Podatki o blizusončevih kometih pri SOHO (angleško)
- SOHO odkril 1500 kometov (angleško)
- Stran na Kometografiji Arhivirano 2005-03-08 na Wayback Machine. (angleško)